# Sistema Europeu de Supervisió Financera
El Sistema Europeu de Supervisió Financera (ESFS) es troba en el marc de supervisió financera de la Unió Europea en funcionament des de 2011. En primer lloc va ser proposat per la Comissió Europea el 2009, en resposta a la crisi financera de 2007-2012, que va crear les Autoritats Europees de Supervisió. Com a complement a aquestes autoritats, existeix una Junta Europea de Risc Sistèmic (JERS), sota la responsabilitat del Banc Central Europeu.

## Autoritats Europees de Supervisió
N'hi ha tres Autoritats Europees de Supervisió (AES): 
- Autoritat Bancària Europea (EBA) a Londres.
- Autoritat Europea de Valors i Mercats (ESMA) a París.
- Autoritat Europea d'Assegurances i Pensions de Jubilació (AESPJ) a Frankfurt del Main.

## Història
Un acord per establir l'EBA a Londres, l'ESMA a París i l'AESPJ a Frankfurt del Main, va rebre el suport del Parlament Europeu el setembre de 2010, després d'un primer acord assolit entre la Comissió Europea i els Estats membres el desembre de 2009 que havia provocat algunes crítiques parlamentàries. Les tres institucions van començar a funcionar l'1 de gener de 2011 i van reemplaçar els comitès supervisors anteriors.
- L'EBA va substituir el Comitè de Supervisors Bancaris Europeus.
- L'ESMA va substituir el Comitè Europeu de Reguladors.
- L'AESPJ va substituir el Comitè de Supervisors Europeus d'Assegurances i Plans de Pensions.